# Friedrich Thiemann
Friedrich Thiemann (22. září 1812 Čechy – 26. května 1867 Baia Mare) byl rakouský politik německé národnosti z Čech, během revolučního roku 1848 poslanec Říšského sněmu, později vysoký státní úředník v Čechách a Sedmihradsku.

## Biografie
Narodil se v Čechách jako český Němec. Roku 1849 se uvádí jako Friedrich Thieman, vrchní soudní úředník v Sloupu v Čechách (Bürgstein).
Během revolučního roku 1848 se zapojil do veřejných aktivit. Byl tehdy v popředí politického dění v obci Sloup v Čechách. Inicioval založení zdejší národní gardy. Ve volbách roku 1848 byl zvolen na ústavodárný Říšský sněm. Zastupoval volební obvod Rumburk. Tehdy se uváděl coby vrchní soudní úředník. Řadil se k sněmovní levici. Když vláda v březnu 1849 přikročila k oktroji ústavy a rozpuštění Říšského sněmu, byl Thiemann jediným z 16 poslanců pozvaných k ministrovi Stadionovi, který s krokem vlády souhlasil, s odůvodněním, že to pomůže obchodu a průmyslu. Podle některých zdrojů byl v roce 1848 zvolen i za poslance celoněmeckého Frankfurtského parlamentu. Databáze poslanců ovšem jeho jméno neuvádí.
Po roce 1850 dlouhodobě zastával různé vysoké úřednické posty ve státní správě. V roce 1851 se uvádí Friedrich Thiemann jako okresní hejtman v Teplicích. Inicioval založení tamní spořitelny. Z tohoto postu v Teplicích odešel v roce 1854, kdy byl povolán za krajského komisaře do sedmihradského města Orăștie (Broos). Na postu krajského hejtmana v tomto městě setrval do roku 1859, kdy byl převeden v téže funkci do města Bistrița (Bistritz). Roku 1862 se zmiňuje jako místodržitelský rada ve Vídni.
Roku 1863 byl zvolen na Sedmihradský zemský sněm. V roce 1864 udělilo sedmihradské město Sibiň (Hermannstadt) poslanci Friedrichu Thiemannovi čestné občanství. V květnu 1865 mu císař udělil hodnost dvorního rady.
Zemřel v květnu 1867 ve městě Baia Mare (Nagybánya) v Uhersku ve věku 56 let.